# Lawinen über Tolzbad
Lawinen über Tolzbad ist der deutsche Titel des kanadischen Experimentalspielfilms Careful von Guy Maddin aus dem Jahr 1992.
Er klingt, wohl nicht wie von ungefähr, an den Namen des real existierenden Ortes Bad Tölz in Oberbayern an. Das Drehbuch verfasste Maddin zusammen mit George Toles.

## Handlung
Der englische Originaltitel Careful erklärt sich daraus, dass in dem abgelegenen Alpendorf Tolzbad sich alle Bewohner nur mit äußerster Vorsicht bewegen und niemand ein lautes Wort zu sprechen wagt, da sie immer in Angst leben, dadurch eine tödliche Lawine auszulösen. Diese Atmosphäre führt unweigerlich zu unterdrückten Gefühlen, die sich in Inzest, Betrug, Selbstmord und Zweikämpfen entladen. Schweigende Zeugen dieser abgründigen Welt werden die Brüder Grigorss und Johann, als sie ihre Ausbildung in einer Dienerschule beginnen, die sie für ihren Beruf als Butler bei Graf Notker, dem Herren über das Dorf, vorbereiten soll…

## Hintergrund
Drehort war Winnipeg in der Provinz Manitoba, Canada. Regisseur Guy Maddin entwarf das Bühnenbild und besorgte auch Photographie und Schnitt. Es war sein erster Farbfilm. Er kostete ihn ein Budget von 1,1 Millionen US-Dollar.
Der Film, auf 16 mm gedreht und für die Kinoauswertung auf 35 mm vergrößert, war eine Gemeinschaftsproduktion, an der The Canada Council, The Canada Manitoba Cultural Industries Development Office (CIDO), The Greg & Tracy Film Ministry, The Manitoba Arts Council und die Téléfilm Canada beteiligt waren. Den Verleih für die Lichtspielhäuser übernahm die amerikanische Firma Zeitgeist Films.
Lawinen über Tolzbad wurde erstmals auf dem New York Film Festival am 7. Oktober 1992 gezeigt. Kino-Première war dann am 27. August 1993 in New York City. Im deutschen Fernsehen lief der Film am 10. März 1994 unter dem deutschen Titel „Lawinen über Tölzbad“. Er wurde auch in Belgien, Frankreich, Polen und Griechenland aufgeführt. Am 24. März 2009 erschien er auch auf DVD im Handel.

## Rezeption
Lawinen über Tolzbad kommt im Gewand eines frühen deutschen expressionistischen Tonfilms daher, übervoll mit Untertiteln, handkolorierten Farbsequenzen, schwerfälligem Symbolismus und einer an Störgeräuschen reichen Tonspur. („…in the manner of an early German Expressionistic talkie, replete with subtitles, hand-tinted color sequences, heavy-handed symbolism and a „popping“ soundtrack.“)
'Careful' a Carefree Pastiche of Early Cinema. „Guy Maddin, the Wunderkind of Winnipeg, responsible for those weirdies „Tales From the Gimli Hospital“ and „Archangel,“ is back with „Careful“ (at the Nuart). Another of his fanciful, absurdist celebrations of early cinema, it's set in the 19th Century in the Alpine village of Tolzbad, where silence is truly golden: The slightest sound can trigger a lethal avalanche.“ (Kevin Thomas, Los Angeles Times, November 5, 1993)
Der Film wurde besprochen von Dag Tufte in: „Film Magasinet“ (Norwegen), Aug/Sept 1995, Seite 21.
Einen kritischen Aufsatz von Will Straw enthält der 2002 von Eugene P. Walz herausgegebene Sammelband Canada's Best Features: Critical Essays on 15 Canadian Films.
Jonathan Rosenbaum bezeichnete Careful als „zum Teil lächerliche Satire auf kanadische Ängstlichkeit“. Stephen Holden nannte den Film
„eine lange amüsante Anspielung auf die Bildwelten des deutschen expressionistischen Films, auf Freudsche Psychologie und gleichsam Wagnerianisches Geschichtenerzählen“.
Andrew Rosinski fand im Juli 2009 den Film deceptively hilarious, obwohl seine Geschichte gut geschrieben und mit Kunstgriffen versehen ist, die den Zuschauer glauben machen, er werde kein Lustspiel zu sehen bekommen.
„Schon der Retrostil macht diesen „Heimatfilm“ des kanadischen Kunstfilmers Guy Maddin sehenswert: Lichtgebung und Kulissen zitieren den deutschen Film-Expressionismus der 20er-Jahre – in fleckigen Schwarz-Weiß- bis maximal Dreifarbbildern. Schräg, wie Maddin dabei seine Leisetreter-Gesellschaft als sexuellen Überdruckkessel ohne ein rechtes Ventil zeigt.“ (Cinema)
„Sein eigenwilliger Umgang mit den Stilmitteln des Stummfilms, den er als Genre gekonnt ironisiert, seine an den frühen Tonfilm erinnernde ungewöhnliche Arbeit auf der Tonebene sowie ein ausgefallener Sinn für Humor zeichnen Guy Maddin als einen Regisseur aus, der seine eigene, einzigartige Filmsprache gefunden hat.“ (Programmankündigung der ARD)
“In „Careful“, seinem komplexesten Werk, errichtet der Kanadier seine eigene künstliche Welt auf dem wüst-romantischen Bilderkanon der deutschen Bergfilme der 20er- und 30er-Jahre. Ein Film, bei dem sich Fabulierlust, unbändige Vorstellungskraft, aber auch parodistischer Witz gegenseitig befeuern, während zugleich eine bildschöne melancholische Verlorenheit den Protagonisten Blei auf die Schultern legt.” (B. Glombitza, TAZ vom 2. November 2009)
Auf dem internationalen Film-Festival Sudbury Cinéfest wurde Careful 1992 als „Best Canadian Film“ prämiert.
Der Kultursender Arte strahlte „dieses originelle und farbenfrohe Filmwerk“ am 10. Februar 2011 um 23.40 Uhr im Deutschen Fernsehen im Original mit deutschen Untertiteln aus.
Tom Waits ist der Sprecher eines einstündigen Dokumentarfilms von Noam Gonick über Maddin mit dem Titel „Waiting for Twilight“. Er entstand 1997 und ist als Zugabe zu dem Film Careful auf der Zeitgeist-DVD enthalten.